# William Leitch
William Leitch (* 20. Mai 1814 in Rothesay auf der schottischen Isle of Bute; † 9. Mai 1864 in Kingston, Ontario) war ein britischer Astronom, Naturforscher, Mathematiker und presbyterianischer (reformierter) Geistlicher der Church of Scotland. Von 1860 bis zu seinem Tod war er Rektor der Queen’s University in Kanada.

## Leben
Leitch wurde als Sohn des Zollbeamten John Leitch und dessen Frau Margaret Sharp geboren. 1846 heiratete er Euphemia Paterson, mit der er vier Söhne hatte.
Leitch verunglückte mit 14 Jahren schwer und musste daher mehrere Monate das Bett hüten. Während dieser Zeit erwachte sein Interesse für Mathematik und Naturwissenschaften. Er besuchte das Gymnasium in Greenock und die University of Glasgow, an der er 1837 seinen Bachelor in Mathematik und Naturwissenschaften erwarb. Daran schloss sich 1838 ein Master, 1839 die Zulassung als presbyterianischer Pfarrer und 1860 der Doctor of Divinity an. Während des Studiums besuchte er auch Vorlesungen über Astronomie und behielt sein ganzes Leben lang sein vielfältiges Interesse an Naturwissenschaften. Ab 1834 leitete er die Pfarrei Monimail und widmete sich in den folgenden 16 Jahren seinen religiösen Pflichten. Als Vorsitzender des Ausschusses für die Sonntagsschulen lag ihn besonders die Volksbildung am Herzen.
1860 wurde er zum Rektor der kanadischen Queen’s University ernannt. Im folgenden Jahr gründete er neben den bestehenden Fakultäten für Theologie, Kunst und Medizin die neue, aber kurzlebige Fakultät für Rechtswissenschaften. In seiner Amtszeit wurde auch das Kingston Observatorium mit der Universität verschmolzen. Insgesamt stand seine dreieinhalbjährige Amtszeit nicht unter einem glücklichen Stern, da das Kollegium der Universität wegen anhaltender persönlicher Streitigkeiten und Grundsatzkonflikte zwischen dem Senat und dem Kuratorium tief gespalten war. Von den zwölf Professoren traten drei von ihren Posten zurück und zwei weitere wurden entlassen.
1862 veröffentlichte Leitch sein astronomisches Buch God's glory in the Heavens (dt.: Gottes Herrlichkeit im Himmel), in dem er im Abschnitt A Journey through Space argumentiert, dass Raketen die effektivste Methode für das Reisen im Weltall darstellen würden.
Jeden Sommer reiste er mit seinen zwei Söhnen, die er alleine großzog, nach Schottland zurück. Sein Gesundheitszustand verschlechterte sich während seiner Zeit in Kanada zusehends und 1864 verstarb er an einer Herzerkrankung. Seine sterblichen Überreste liegen auf dem Cataraqui-Friedhof begraben.